# ورزشگاه الگاروه
ورزشگاه الگاروه (به پرتغالی: Estádio Algarve) یک ورزشگاه فوتبال در کشور پرتغال است که بین دو شهرفارو و لوله واقع شده‌است.
این ورزشگاه سابقاً ورزشگاه خانگی باشگاه‌های فارنس و لولتانو بوده‌است. ظرفیت ورزشگاه ۳۰٬۰۰۲ نفر می‌باشد.این ورزشگاه برای مسابقات یورو ۲۰۰۴ ساخته شد. هم‌اکنون تیم ملی فوتبال جبل طارق در این ورزشگاه بازی می‌کند.

## مسابقات یورو ۲۰۰۴
| تاریخ        |         | نتیجه                     |       | مرحله          |
| ------------ | ------- | ------------------------- | ----- | -------------- |
| ۱۲ ژوئن ۲۰۰۴ | اسپانیا | ۱–۰                       | روسیه | گروه A         |
| ۲۰ ژوئن ۲۰۰۴ | روسیه   | ۲–۰                       | یونان | گروه A         |
| ۲۶ ژوئن ۲۰۰۴ | سوئد    | ۰–۰ (۴–۵ در ضربات پنالتی) | هلند  | یک چهارم نهائی |